# Studly caps
Studly caps é uma forma de notação textual em que a capitalização das letras varia sob algum padrão ou arbitrariamente, normalmente omitindo espaços entre palavras e até mesmo algumas letras como, por exemplo, StUdLyCaPs ou STuDLyCaPS. Tais padrões são identificados por muitos usuários como camel case.  Quanto aos espaços, uma alternativa típica é substituí-los por underlines (como em snake case).

## Histórias
De acordo com o Jargon File, a origem e significância da prática é obscura. Variações arbitrárias ficaram populares entre adolescentes internautas durante os primórdios da Internet e dos fóruns de discussão e da construção da cultura online, como que numa forma de paródia à capitalização menos idiossincrática encontrada em marcas de comércios e serviços comuns na época. Guias de estilo de programação neste meio tempo começaram a estabelecer padrões StudlyCaps para a comunidade de programadores de computador, as quais eram limitadas por regras sobre a presença do espaços em branco que são incompatíveis com o uso de linguagem natural.
Ao contrário do uso de todas as letras minúsculas, que sugere eficiência como uma motivação, StudlyCaps requer esforço adicionar para digitar (e ler), mesmo segurando e soltando a tecla Shift com uma mão enquanto e digitando com a outra intermitentemente. O programa iNiQUiTY BBS baseado em Renegade  tinha um recurso para suportar duas variantes de StudlyCaps automaticamente. Tanto todas as vogais podiam estar maiúsculas quanto minúsculas, e com consoantes a mesma coisa.
Mensagens podem estar ocultas em letras maiúsculas ou minúsculas como em "ShoEboX" que se lê "SEX" nas maiúsculas e "hobo" nas minúsculas. O serviço de e-mail Hotmail  foi originalmente desenhado como HoTMaiL, que diz HTML em maiúsculo.